# Umar Basz Hanba
Umar Basz Hanba, Amor Bach Hamba (ar. عمر باش حانبة; ur. 13 sierpnia 1977) – tunezyjski zapaśnik walczący w stylu klasycznym. Olimpijczyk z Sydney 2000, gdzie zajął szesnaste miejsce w kategorii 85 kg.
Zajął dwudzieste szóste miejsce na mistrzostwach świata w 2005. Zdobył srebrny medal na igrzyskach śródziemnomorskich w 2001 i brązowy w 2005 a w 1997 zajął szóste miejsce. Mistrz igrzysk afrykańskich w 2003 i wicemistrz w 1999. Zdobył osiem medali na mistrzostwach Afryki, w tym trzy złote w 2001, 2003 i 2004. Szósty w Pucharze Świata w 2005 roku.
- Turniej w Sydney 2000

Pokonał Norwega Fritza Aanesa a przegrał z Uzbekiem Yuriyem Vittem i zawodnikiem Izraela Goczą Ciciaszwilim.